# 1.Cuz

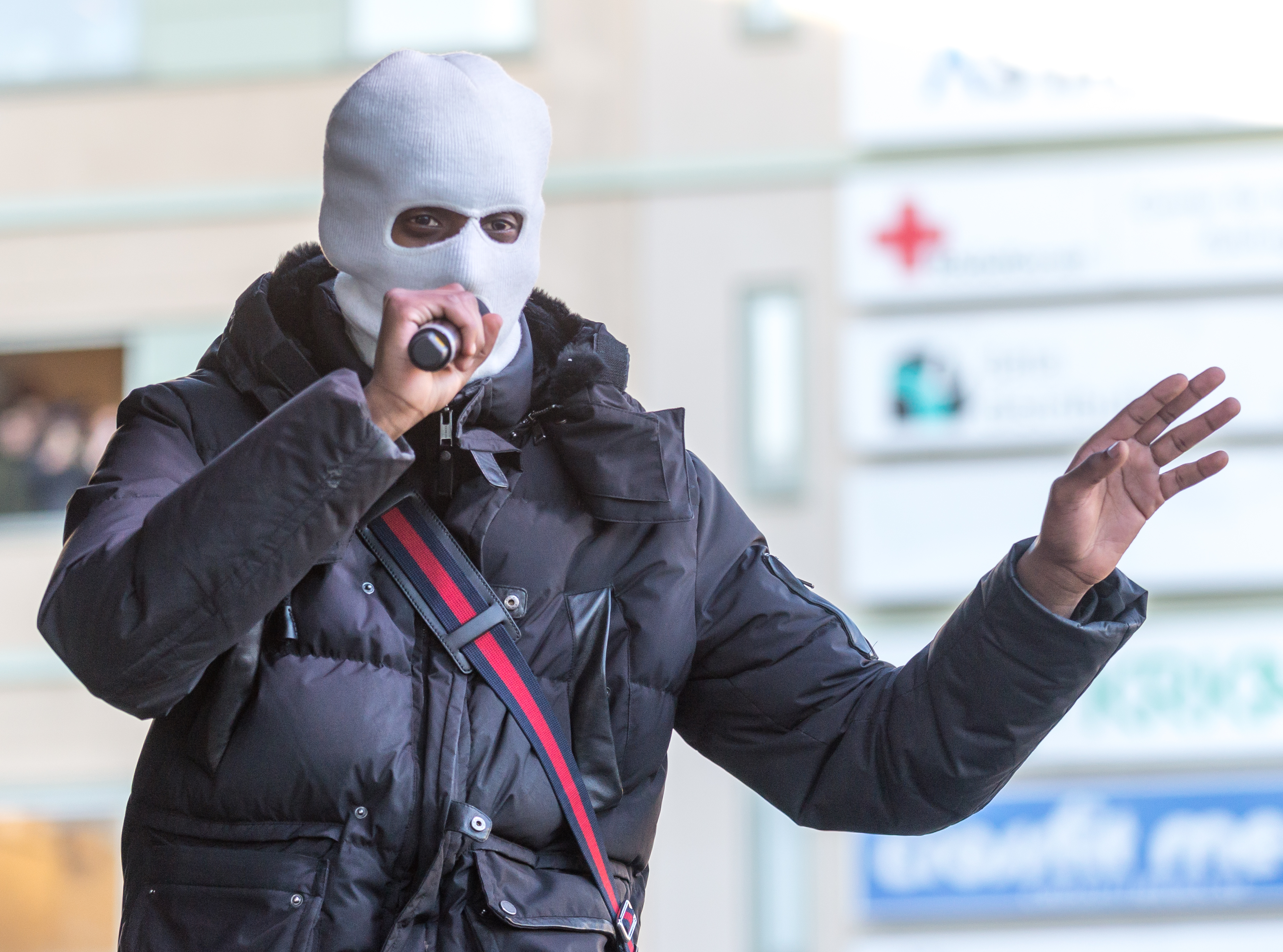
1.Cuz (2020)

1.Cuz (* 23. September 1997 in Jönköping als Abas Abdikarim Bakar) ist ein schwedischer Rapper.

## Leben und Karriere
1.Cuz stammt aus Hässelby-Vällingby, Stockholm, er hat somalische Wurzeln. Er hat zwei Jahre im Gefängnis verbracht, eine Erfahrung, die seine Musik beeinflusst hat. Als Rapper tritt er meist mit einer weißen Maske auf.
Seine Musikkarriere begann kurz nachdem er aus dem Gefängnis freikam mit der Veröffentlichung des Songs Akta mannen Ende 2018. Mit seiner Debütsingle konnte sich Bakar in den schwedischen Singlecharts platzieren. Es folgten weitere Chartplatzierungen, bis er mit dem Lied Försent, das er gemeinsam mit Greekazo herausbrachte, größere Bekanntheit erlangte. Das Lied wurde später das Titellied der schwedischen Netflix-Serie Snabba cash, die im Jahr 2021 ihre Premiere hatte.
Im Dezember 2019 erreichte sein erstes Studioalbum 1 år Platz eins der schwedischen Albumcharts. Ein Jahr später gab er mit FFF sein zweites Album heraus. Seine Liedtexte handelten wiederholt von Waffen und Drogen. Er selbst begründete das damit, dass er darüber rappe, was er selbst erlebt habe und darüber, was in seinem Umfeld geschehe. Sowohl er als auch seine Musik seien ein Produkt seines Umfelds. Im Mai 2022 erschien er als Gastsänger auf einem Remix von Ed Sheerans Lied 2step. In Zusammenarbeit mit dem norwegischen Trio Ballinciaga erreichte er mit dem Lied Dumme Kids im März 2023 erstmals auch eine Platzierung in den norwegischen Charts.
Im Zusammenhang mit dem Musikfestival Brännbollsyran 2025 wurde unter anderem die Maske von Bakar gepfändet, um ausstehende Schulden in Höhe von fast einer Million Kronen einzutreiben. Im Juni 2025 wurde die Maske für ein Höchstgebot von 22 500 Kronen zwangsversteigert.

## Diskografie

### Studioalben
| Jahr | Titel | Höchstplatzierung, Gesamtwochen, AuszeichnungChartsChartplatzierungen (Jahr, Titel, Platzierungen, Wochen, Auszeichnungen, Anmerkungen) | Anmerkungen                             |
| Jahr | Titel | SE | Anmerkungen                             |
| ---- | ----- | --- | --------------------------------------- |
| 2019 | 1 år  | SE1 (52 Wo.)SE | Erstveröffentlichung: 29. November 2019 |
| 2020 | FFF   | SE6 (5 Wo.)SE | Erstveröffentlichung: 21. August 2020   |

### EPs
| Jahr | Titel       | Höchstplatzierung, Gesamtwochen, AuszeichnungChartsChartplatzierungen (Jahr, Titel, Platzierungen, Wochen, Auszeichnungen, Anmerkungen) | Anmerkungen                         |
| Jahr | Titel       | SE | Anmerkungen                         |
| ---- | ----------- | --- | ----------------------------------- |
| 2019 | Tre hjärnor | SE13 (4 Wo.)SE | Erstveröffentlichung: 28. Juni 2019 |

### Singles
| Jahr | Titel Album                     | Höchstplatzierung, Gesamtwochen, AuszeichnungChartsChartplatzierungen (Jahr, Titel, Album, Platzierungen, Wochen, Auszeichnungen, Anmerkungen) | Anmerkungen                                                    |
| Jahr | Titel Album                     | SE | Anmerkungen                                                    |
| --- | ------------------------------- | --- | -------------------------------------------------------------- |
| 2018 | Akta mannen Tre hjärnor         | SE20 ×2Doppelplatin · (26 Wo.)SE | Erstveröffentlichung: 25. Dezember 2018                        |
| 2019 | Swedens Most Wanted Tre hjärnor | SE19 (4 Wo.)SE | Erstveröffentlichung: 25. Januar 2019                          |
| 2019 | Beef –                          | SE40 (3 Wo.)SE | Erstveröffentlichung: 8. Februar 2019 mit Denz & Dree Low      |
| 2019 | Livet vi lever –                | SE31 Gold · (4 Wo.)SE | Erstveröffentlichung: 25. März 2019 mit Asme                   |
| 2019 | Ja e somali –                   | SE69 (1 Wo.)SE | Erstveröffentlichung: 19. April 2019 mit Hasti B               |
| 2019 | 1kta –                          | SE40 (2 Wo.)SE | Erstveröffentlichung: 23. August 2019 feat. Aden               |
| 2019 | Försent 1 år                    | SE2 ×2Doppelplatin · (110 Wo.)SE | Erstveröffentlichung: 11. Oktober 2019                         |
| 2019 | 1 mill –                        | SE34 (2 Wo.)SE | Erstveröffentlichung: 1. November 2019 mit Gidde & Asme        |
| 2019 | Mr 1 år                         | SE46 (3 Wo.)SE | Erstveröffentlichung: 15. November 2019 mit Luk G              |
| 2020 | Tipp Tapp Playlist 3            | SE21 (4 Wo.)SE | Erstveröffentlichung: 17. Januar 2020 mit Stress & Dree Low    |
| 2020 | Postnord –                      | SE40 (1 Wo.)SE | Erstveröffentlichung: 31. Januar 2020                          |
| 2020 | Harry Potter –                  | SE47 (1 Wo.)SE | Erstveröffentlichung: 21. Februar 2020                         |
| 2020 | Netfl1x –                       | SE84 (1 Wo.)SE | Erstveröffentlichung: 28. Februar 2020 mit 4yye                |
| 2020 | Fiendes fiende FFF              | SE11 (6 Wo.)SE | Erstveröffentlichung: 12. Juni 2020 mit Einár & Matte Caliste  |
| 2020 | Förmögen FFF                    | SE55 (1 Wo.)SE | Erstveröffentlichung: 24. Juli 2020                            |
| 2020 | Salsa –                         | SE16 (3 Wo.)SE | Erstveröffentlichung: 13. November 2020 mit Yei Gonzalez & Odz |
| 2021 | Caravaggio –                    | SE9 Gold · (6 Wo.)SE | Erstveröffentlichung: 22. September 2021                       |
| 2021 | Skadad –                        | SE62 (3 Wo.)SE | Erstveröffentlichung: 20. November 2021                        |
| 2022 | 2022 –                          | SE95 (1 Wo.)SE | Erstveröffentlichung: 3. Januar 2022                           |
| 2022 | Back 2 Back –                   | SE97 (1 Wo.)SE | Erstveröffentlichung: 2. Mai 2022                              |
| 2022 | Hit –                           | SE50 (2 Wo.)SE | Erstveröffentlichung: 15. Juli 2022                            |
| 2022 | Police –                        | SE32 (3 Wo.)SE | Erstveröffentlichung: 26. August 2022                          |
| 2022 | Anc (Ain’t No Cap) –            | SE96 (3 Wo.)SE | Erstveröffentlichung: 2. Dezember 2022 feat. Dnoteondabeat     |
| 2023 | Sticky Situation –              | SE43 (2 Wo.)SE | Erstveröffentlichung: 10. Februar 2023 mit Sticky & 01an       |
| 2023 | Bottega –                       | SE73 (2 Wo.)SE | Erstveröffentlichung: 24. Februar 2023                         |
| 2023 | Trauma Paranoia –               | SE61 (1 Wo.)SE | Erstveröffentlichung: 25. August 2023                          |
| 2024 | Ingen vila –                    | SE91 (1 Wo.)SE | Erstveröffentlichung: 20. September 2024                       |
| 2025 | Här ute –                       | SE64 (… Wo.)SE | Erstveröffentlichung: 7. Februar 2025 mit 01an                 |
| Folgende Lieder erschienen nicht als Single, wurden aber durch das Album zum Download und Streaming bereitgestellt und konnten somit eine Platzierung erlangen: |                                 | |                                                                |
| |                                 | |                                                                |
| 2019 | Tre hjärnor                     | SE55 (1 Wo.)SE |                                                                |
| 2019 | Sirener Tre hjärnor             | SE96 (1 Wo.)SE |                                                                |
| 2019 | Räkna mina dagar 1 år           | SE9 (12 Wo.)SE | feat. Einar & Yei Gonzalez                                     |
| 2019 | Bilen 1 år                      | SE56 (1 Wo.)SE | feat. Dree Low & Yei Gonzalez                                  |
| 2020 | I jakt på kaniner FFF           | SE54 (1 Wo.)SE | feat. Yasin                                                    |

### Gastbeiträge
| Jahr | Titel Album                      | Höchstplatzierung, Gesamtwochen, AuszeichnungChartsChartplatzierungen (Jahr, Titel, Album, Platzierungen, Wochen, Auszeichnungen, Anmerkungen) | Anmerkungen                                                                   |
| Jahr | Titel Album                      | SE | Anmerkungen                                                                   |
| --- | -------------------------------- | --- | ----------------------------------------------------------------------------- |
| 2019 | Va som mig –                     | SE48 (1 Wo.)SE | Erstveröffentlichung: 8. November 2019 Samir & Viktor feat. 1.cuz             |
| 2020 | Hype –                           | SE81 (4 Wo.)SE | Erstveröffentlichung: 28. August 2020 E4an feat. 1.cuz                        |
| 2022 | 2step 2step (The Remixes)        | SE1 (10 Wo.)SE | Erstveröffentlichung: 9. Mai 2022 Ed Sheeran feat. 1.Cuz                      |
| 2023 | Trakten till epan –              | SE5 Gold · (11 Wo.)SE | Erstveröffentlichung: 27. Januar 2023 Rasmus Gozzi feat. 1.cuz & Fröken Snusk |
| Folgende Lieder erschienen nicht als Single, wurden aber durch das Album zum Download und Streaming bereitgestellt und konnten somit eine Platzierung erlangen: |                                  | |                                                                               |
| |                                  | |                                                                               |
| 2019 | Out of My Face No hasta mañana 2 | SE70 (2 Wo.)SE | Dree Low feat. 1.cuz                                                          |
| 2019 | Till mig Flawless                | SE45 (8 Wo.)SE | Dree Low feat. 1.cuz, Aden & Asme                                             |
| 2020 | Försent 2 Gör nu, tänk sen       | SE97 (1 Wo.)SE | Greekazo feat. Yei Gonzalez, Dnoteondabeat & 1.cuz                            |
| 2021 | Hopper Fricktion                 | SE80 (1 Wo.)SE | Fricky feat. 1.cuz                                                            |